# Palaemnema paulitoyaca
Palaemnema paulitoyaca – gatunek ważki z rodziny Platystictidae. Występuje na terenie Ameryki Środkowej.